# 三岔镇 (漳县)
三岔镇，是中华人民共和国甘肃省定西市漳县下辖的一个乡镇级行政单位。

## 行政区划
三岔镇下辖以下地区：
三岔社区、吴家门村、鸡架村、刘家岘村、朱家庄村、黄土坡村、三岔村、烟坡村、瓦舍沟村、河南坡村、王家门村、许家门村和狼儿山村。